# Theodor Haubach
Theodor Haubach (né le 15 septembre 1896 à Francfort-sur-le-Main, mort le 23 janvier 1945 à Berlin) est un journaliste, homme politique socialiste et résistant allemand au nazisme.

## Biographie
Haubach est né le fils du grossiste en café Emil August Justus Haubach qui meurt l'année de sa naissance et de son épouse Emilie Hirschfelder, d'origine juive. Il passe sa jeunesse à Darmstadt, où il est camarade avec Carlo Mierendorff et Wilhelm Köhler. Haubach, qui est adhérent du Wandervogel, s'engage pour la Première Guerre mondiale. Il sert sur le front occidental et participe aux batailles d'Ypres, de Champagne et de Verdun. Huit fois, il est blessé ou malade gravement. Une partie de ses expériences de guerre relatées dans des textes poétiques ou en prose sont publiées de 1915 à 1918 dans Die Dachstube, une revue littéraire expressionniste. Après la guerre, il continue à écrire sur ce sujet des textes de fiction et politiques publiés dans des journaux et des magazines. Il participe à la Sécession de Darmstadt ainsi qu'au conseil ouvrier de Butzbach.
De 1919 à 1923, il étudie à Heidelberg, Munich, Francfort-sur-le-Main et de nouveau Heidelberg la philologie, la philosophie, les sciences sociales et la macro-économie. Il a comme professeurs Alfred Weber et Karl Jaspers.
Avec son ami Carlo Mierendorff, il adhère au Parti social-démocrate d'Allemagne (SPD) et au Jusos. De 1924 à 1929, il travaille pour Hamburger Echo puis est de novembre 1929 à mars 1930 conseiller pour la presse au ministère du Reich à l'Intérieur et de mai 1930 à juillet 1932 responsable de la communication de la police de Berlin. Depuis 1924, il est un membre important de la Reichsbanner Schwarz-Rot-Gold.
Le 3 octobre 1924, il fonde avec Gustav Dahrendorf (en), Egon Bandmann, Alfred Vagts (membres du SPD) ainsi que Hans Robinsohn, Ernst Strassmann et Heinrich Landahl (membres du DDP) le "club du 3 octobre", qui a pour but la défense de la République de Weimar et la solidarité entre ses membres.
Haubach est membre pour le SPD de 1927 à 1929 du parlement de Hambourg ; il en démissionne lorsqu'il part à Berlin.
En février 1933, Haubach est, comme de nombreux membres du SPD, persécuté par le régime nazi. Avec Karl Heinrich, il fonde une organisation de résistance comprenant un millier de membres, essentiellement du Reichsbanner. Après sa première arrestation en 1934, il est emprisonné à Esterwegen. Libéré en 1936, il travaille dans une usine de papier appartenant à un ancien camarade étudiant et contacte le Cercle de Kreisau. En septembre 1939, lorsque la Seconde Guerre mondiale éclate, il est arrêté provisoirement.
Après l'échec du complot du 20 juillet 1944, il est arrêté puis condamné par le Volksgerichtshof à la peine de mort. Gravement malade, il est pendu à la prison de Plötzensee en compagnie de Helmuth James von Moltke.
Juste avant son arrestation, il avait une liaison avec la chanteuse Anneliese Schellhase. Elle demande en vain à Roland Freisler une dernière conversation avec Theodor Haubach avant son exécution.